# Marie-Anne Barbel
Marie-Anne (Marianne) Barbel sedan Fornel, född i Québec 26 augusti 1704, död där 16 november 1793, var en kanadensisk köpman och entreprenör. Hon tillhörde Kanadas mer framträdande företagsledare 1745–1777 och bedrev bland annat säljakt i Labrador, där hon hade monopol på jakten i Saint Louis-bukten, och en kärlfabrik som fyllde en viktig funktion under det österrikiska tronföljdskriget, när Kanada var avskuret från varor från Frankrike.

## Biografi
Marie-Anne Barbel var dotter till den kunglige notarien Jacques Barbel och Marie-Anne Le Picard och gifte sig 1723 med köpmannen Louis Fornel, med vilken hon fick tretton barn. Hon fick ofta ta ansvaret för familjens affärer under sin makes frånvaro, och fick 1743 fullmakt att göra det under en av makens längre affärsresor.
Efter makens död 1745 tog hon över affärerna i eget namn som myndig. Hon inte bara förvaltade utan utvecklade och utvidgade makens företag. Hon blev också en betydande fastighetsägare. Hon behöll kompanjonskapet med François Havy och Jean Lefebvre och behöll den säljaktsstation maken hade grundat 1743 i Baie des Esquimaux (Hamilton Inlet) och gett namnet Baie Saint-Louis, och lyckades utverka monopol på handeln där av intendenten 1749; hon fick dessutom monopolet på Tadoussac-stationerna.
När leveranserna av kärl från Frankrike avbröts under Österrikiska tronföljdskriget introducerade hon denna industri i Kanada 1746; hennes varor blev framgångsrika nog att senare bli exporterade till Frankrike.
Sjuårskriget som utbröt 1755 innebar att hon inte kunde upprätthålla säljakten, och att många av hennes fastigheter förstördes under bombardemanget av Québec 1759. Under åren efter kriget ägnade hon sig åt att återuppbygga affärerna, som hon avvecklade 1777 för att dra sig tillbaka till ett bekväm tillvaro.